# 맨챌래

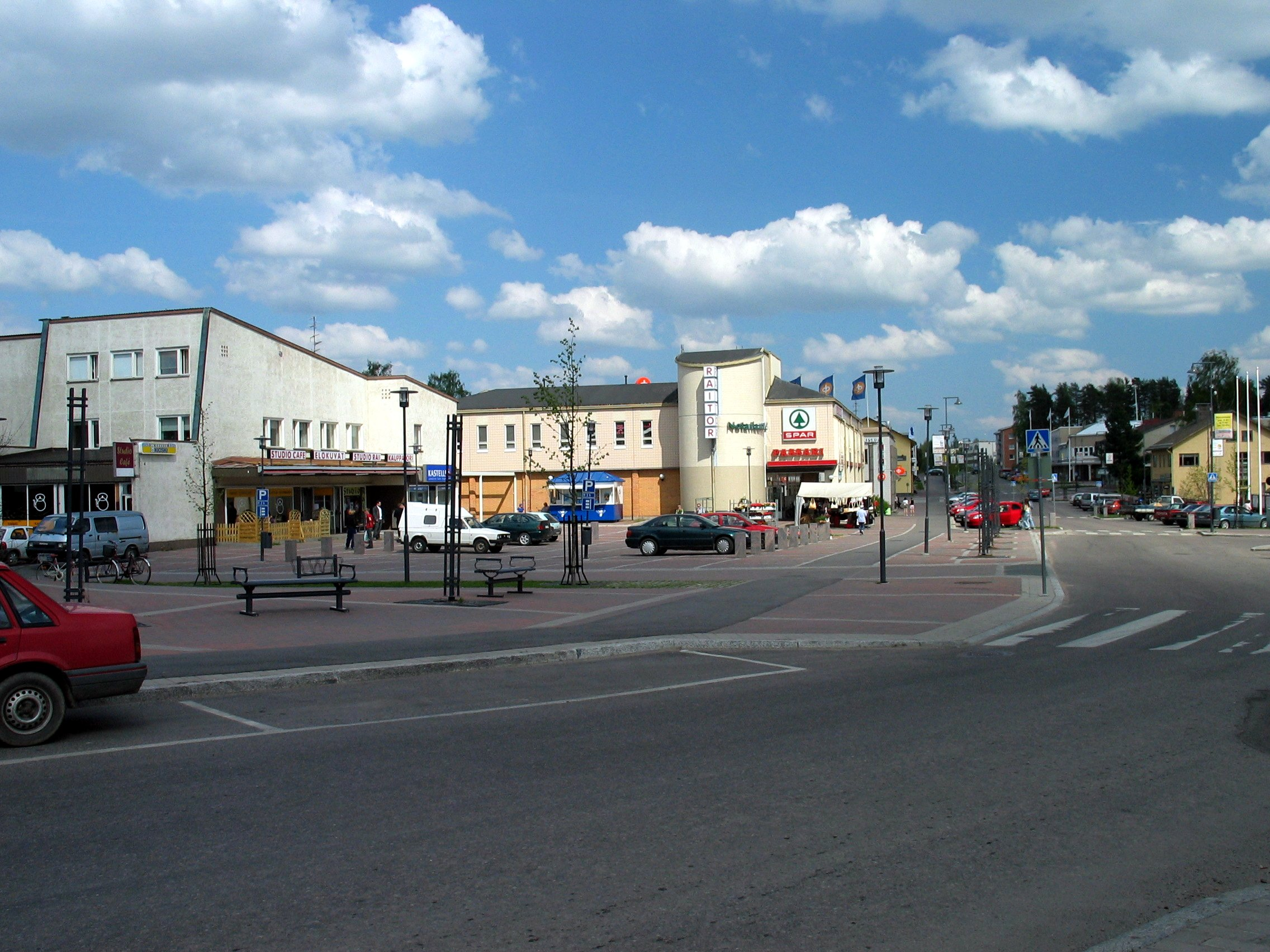
맨챌래

맨챌래의 위치

맨챌래(핀란드어: Mäntsälä)는 핀란드 남부 우시마 지역에 위치한 도시로 면적은 596.10km2, 인구는 20,726명(2012년 기준), 인구 밀도는 35.68명/km2이다. 헬싱키에서 북쪽으로 약 60km 정도 떨어진 곳에 위치한다.

시 문장

## 같이 보기
- 맨챌래 반란